# Aleksandra Monedzhikova
Aleksandra Mihailova Monedzhikova (bulgare : Александра Монеджикова), née le 24 janvier 1889 à Plovdiv et morte le 2 juillet 1959 à Sofia est une géographe, historienne, écrivaine, militante sociale et enseignante bulgare. Elle est connue pour ses nombreux ouvrages de géographie, son important travail de vulgarisation à travers différents supports écrits et son engagement pour le progrès social.

## Biographie

### Formation
Aleksandra Monedzhikova naît le 24 janvier 1889 à Plovdiv dans la famille d'un juge et d'une enseignante. Sa grand-mère et son grand-père sont des réfugiés de la région de Bansko et se sont installés à Plovdiv après la répression du soulèvement de Kresnensko-Razlozh en 1878. En 1906, les parents d'Aleksandra Monedzhikova déménagent pour travailler à Sofia. 
Aleksandra Monedzhikova est diplômée du lycée pour filles de Sofia en 1907 et enseigne ensuite dans le village de Klisura. Elle y rencontre son époux, Nayden Nikolova, qui travaille dans la même école : elle est donc aussi connue sous le nom de Aleksandra Monedzhikova-Nikolova. À partir de l'année universitaire 1908-1909, elle étudie l'histoire et la géographie à l'Université de Sofia. Mais en raison en autre de sa maternité, des guerres et des soulèvements, elle termine ses études supérieures en 1924. 

### Carrière d'enseignante

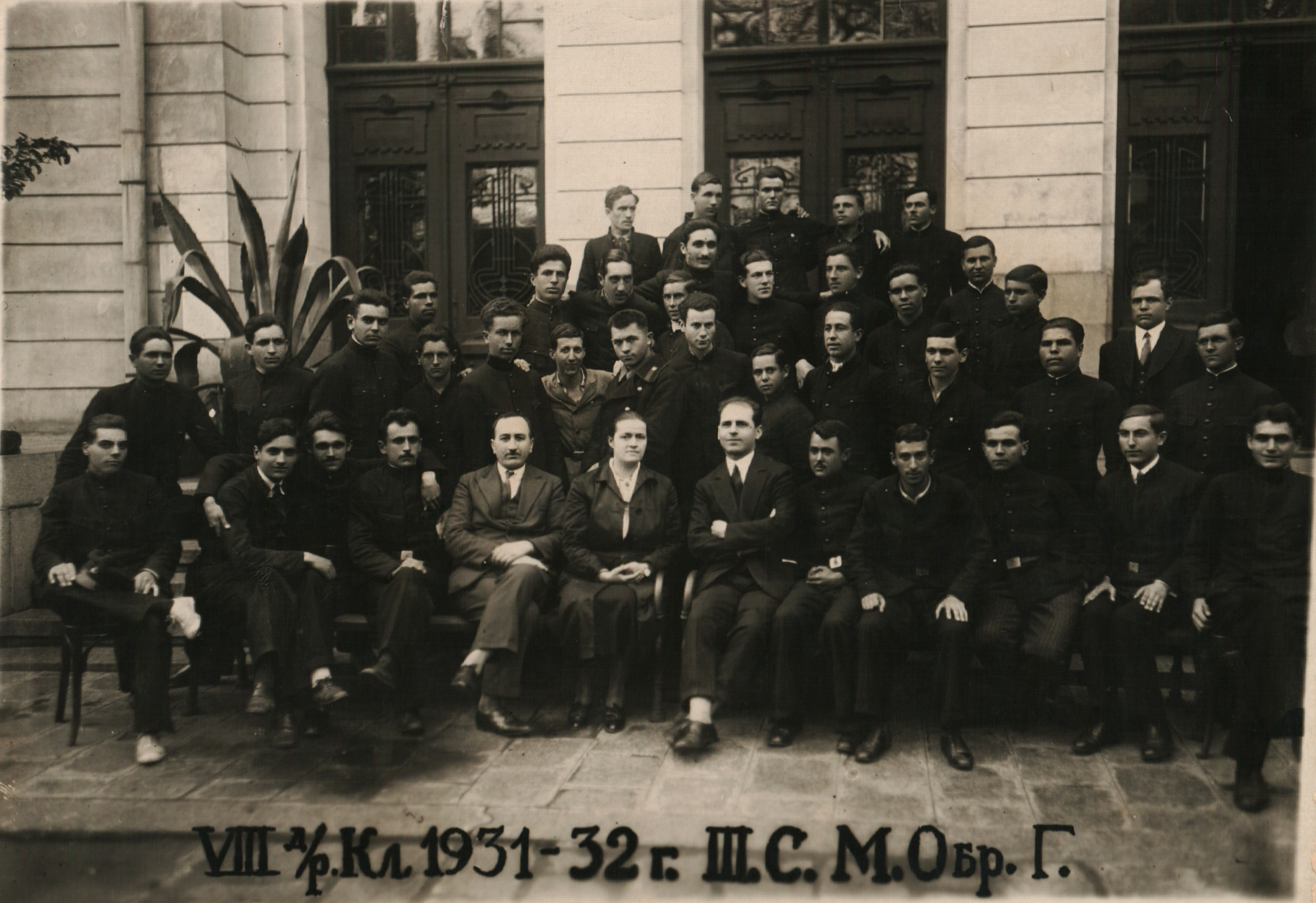
Alexandra Monedzhikova avec ses élèves et des enseignants au lycée pour garçons de Sofia.

Après avoir obtenu son diplôme universitaire, elle travaille jusqu'en 1931 comme professeur de géographie, d'histoire et de langue bulgare au Collège français de Sofia. Au cours de l'année scolaire 1931-1932, elle est enseignante au lycée pour garçons Third Sofia (bg) et, pendant l'année scolaire 1932-1933, au lycée pour garçons First Sofia (bg). Pendant trois ans, elle travaille à l'école privée Sainte Marie à Sofia.

### Carrière d'écrivaine
Elle quitte ensuite l'enseignement pour se consacrer à des activités journalistiques et scientifiques afin de diffuser la science auprès du grand public. Cette activité est très diversifiée : rédaction d'articles dans des journaux ou des magazines, travaux d'édition, lectures géographiques, conférences ou écriture de contes de fées, le plus souvent accompagné de projections etc.
Au cours de la période 1927-1930, ses livres Roumanie, Yougoslavie, Albanie, Turquie européenne, Grèce, Macédoine et Dobroudja sont publiés successivement dans la série « Lectures géographiques pour les jeunes ». En 1928 la Société polonaise d'entraide en Bulgarie publie son livre sur la Pologne, réimprimé dès l'année suivante. Au cours des quatre années suivantes, Aleksandra Monedzhikova donne des conférences sur des sujets géographiques dans le cinéma « Thessalonique ».
Aleksandra Monedzhikova est choisie comme guide culturel pour la visite de l'Exposition universelle de Paris en 1937. L'année suivante, elle publie sur fonds propres le livre Paris à travers les âges.

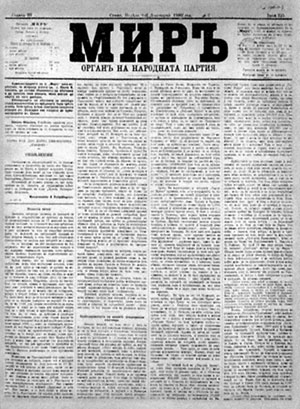
Une du journal Mir en 1896.

Elle publie des articles scientifiques et de vulgarisation traduits dans les journaux Zarya, Mir (journal) (bg) et Anvil, entre autres. Elle collabore également avec les magazines Bulgarian Tourist, Young Tourist, Our Village, Fighting Alcoholism etc. sur des sujets très variés. Pendant sept ans, elle est rédactrice en chef du journal Trezvache.

### Engagement social
De 1930 à 1940 Aleksandra Monedzhikova fait partie de la direction de la Société de lutte contre l'alcoolisme en Bulgarie et donne des conférences hebdomadaires sur ces sujets. Durant la période 1933 - 1939, en tant que fonctionnaire travaillant à la Société de lutte contre la délinquance juvénile, elle donne chaque semaine des conférences sur l’éducation à la Maison de l'humanité de Krasno selo (bg) à Sofia. 

### Fin de vie
Aleksandra Monedzhikova meurt le 2 juillet 1959 à Sofia,.

## Travaux

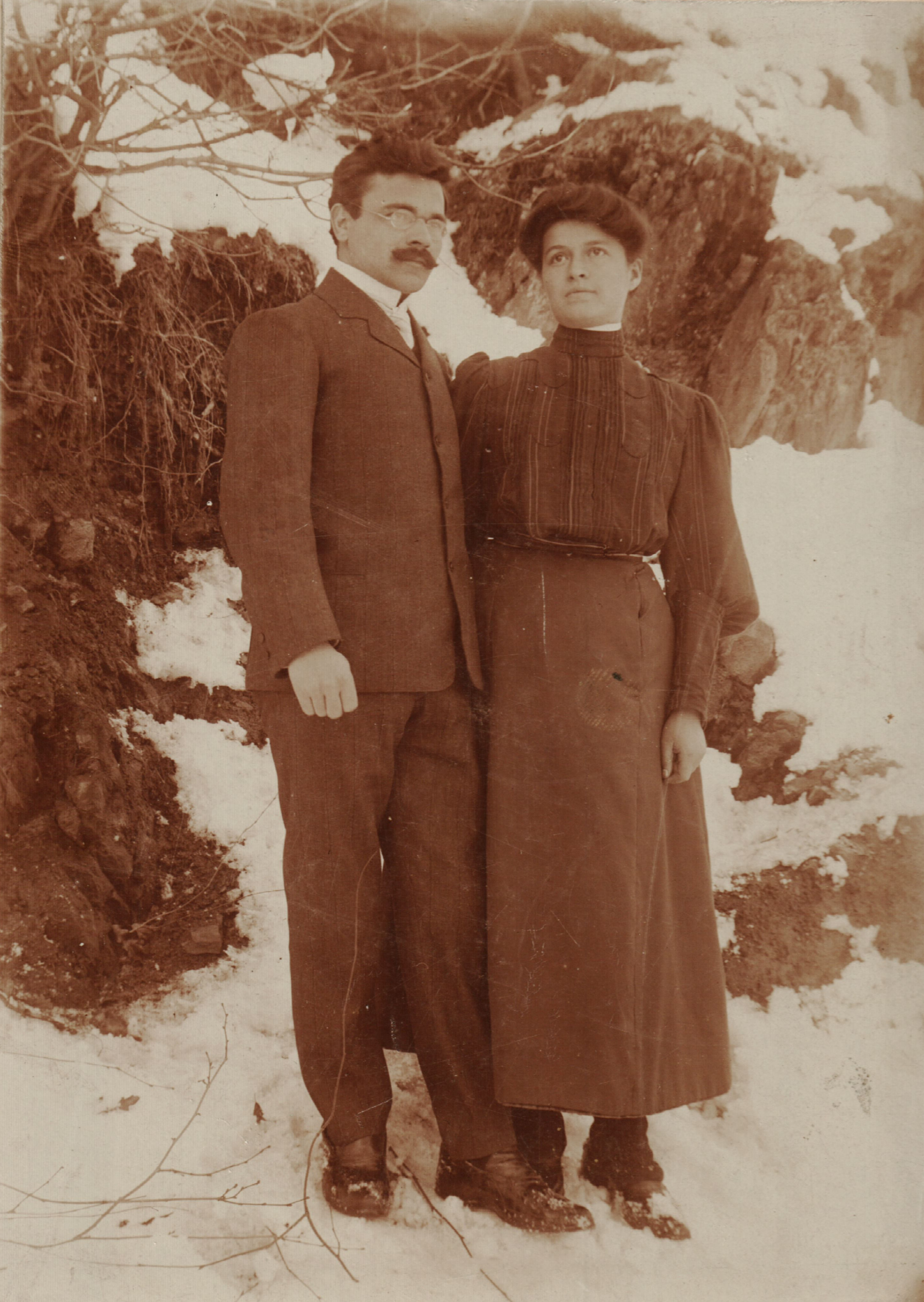
Aleksandra Monedzhikova et son mari Nayden Nikolov.

Aleksandra Monedzhikova est l'autrice et co-autrice de manuels sur la géographie de la Bulgarie et de croquis historico-géographiques. Géographie de la Bulgarie (1941), Géographie de la Bulgarie dans ses frontières actuelles en sont des exemples.
Son œuvre la plus significative est Sofia à travers les âges, publié en 1946. Dans cet ouvrage, la vie de la capitale est recréée depuis sa fondation en tant que colonie jusqu'en 1944. Le livre est richement illustré et est une source précieuse pour les spécialistes dans divers domaines de la connaissance. Sofia à travers les âges reçoit un prix de l'Académie bulgare des sciences et de la municipalité de Sofia.
Dans la période 1947 - 1950, Aleksandra Monedzhikova est à Moscou, où elle est engagée dans des activités d'écriture et de journalisme, envoyant des articles à un certain nombre de journaux et de magazines tels que Geographic Review. En 1949 sont publiés ses livres Kremlin de Moscou, Leningrad, Voyage à travers le Caucase etc. 
De 1950 à 1953 elle vit et travaille à Londres, où son mari est ambassadeur. Elle mène des activités de recherche au British Museum et dans les archives diplomatiques du Ministère des Affaires étrangères de Grande-Bretagne. Elle y recherche des documents diplomatiques et des manuscrits liés à l'histoire bulgare au XIXe siècle. Elle recueille de nombreux documents de ces archives, qu'elle remet en 1953 à l'Institut d'histoire bulgare de l'Académie bulgare des sciences. Sur la base de certains d'entre eux, elle rédige un certain nombre d'articles, tels que : « Les documents du soulèvement de Kresna », « Réflexion du soulèvement d'avril en Angleterre, en France et en Italie » ou « La question des mouvements de libération nationale en Bulgarie de 1863 à 1869 ». 

## Hommage et postérité
Dans le même temps, Aleksandra Monedzhikova est membre active de la direction de la Société géographique bulgare (bg). De 1945 à 1948, elle en est la présidente. Jusqu'à la fin de sa vie, elle en est restée membre honoraire ainsi que de la Société russe de géographie.
Ses archives personnelles sont stockées dans le fonds 1064K des Archives de l'État central (bg). Il se compose de 69 unités d'archives de la période 1861 - 1956.

## Publications
- (bg) Aleksandra Monedzhikova, Polša, Sofia, 1928
- (bg) Aleksandra Monedzhikova, Dobrudža, Sofia, 1928
- (bg) Aleksandra Monedzhikova, Makedoniâ, Sofia, 1929
- (bg) Aleksandra Monedzhikova et St Petrov, Geografija Na Bălgarija V Dnešnitě: I Granici S Mnogo Četiva ; Pomagalo Za Učenici Ot Gimnaziitě I Za Samoobrazovanie, Sofia, 1942
- (bg) Aleksandra Monedzhikova, Sofija Prez Vekovete, Sofia, 1946
- (bg) Aleksandra Monedzhikova, Leningrad, Sofia, 1949
- (bg) Aleksandra Monedzhikova, Pŭtuvane Iz Kavkaz, Sofia, 1949